# Теплодарська міська територіальна громада
Теплодарська міська громада — територіальна громада України, в Одеському районі Одеської області з адміністративним центром у місті Теплодар.
Площа території — 7,7 км², населення громади — 10 146 осіб (2020 р.).
Утворена 17 липня 2020 року відповідно до Постанови Верховної Ради на базі визначення громад Розпорядженням Кабінету Міністрів України № 720-р від 12 червня 2020 року «Про визначення адміністративних центрів та затвердження територій територіальних громад Одеської області» у складі Теплодарської міської ради.

## Населені пункти
До складу громади увійшло м. Теплодар.